# Venes Caitano
Wenes Caitano Marques (Palmeirópolis, 7 de dezembro de 1988) também conhecido como Venes Caitano, é um desenhista brasileiro. Autor das tirinhas denominadas Vi-Venes, originalmente feitas para a internet. 

## História
O cartunista nascido no interior do estado do Tocantins, desenha estórias em quadrinhos utilizando-se de temas corriqueiros do dia a dia.  Segundo a análise do jornal Gazeta do Povo, o autor usa um discurso romântico com críticas implícitas exceto ao tratar de política.  Venes formou-se bacharel enfermeiro, mas nunca exerceu a profissão, atualmente é graduando em Cinema de Animação pela Universidade Federal de Minas Gerais (UFMG). 

## Internet
Em 2013, Vi-Venes estreou na internet, uma série de estórias em quadrinhos com temáticas relacionadas ao dia a dia. Segundo a análise do jornal Correio Braziliense ele tem humor leve, que possibilita diversas leituras nas relações humanas. Segundo comentário do jornal Estado de Minas os temas criam identificação com o leitor, ao se relacionar com o seu cotidiano. 

## Publicações
O autor foi Chargista da revista Carta Capital - estreou na edição nº 892 e colaborou com a semanal até a edição nº 1.019, publica ainda na versão brasileira do portal de notícias The Huffington Post, denominado Brasil Post, além de circular impresso pelo país via informativos regionais e livros didáticos. O cartunista é também colaborador do jornal Voz da Comunidade, informativo que circula e é feito por moradores da comunidade do Complexo do Alemão no Rio de Janeiro.
Em 2013 foi indicado ao prêmio HQ Mix, considerado o “Oscar dos Quadrinhos” no Brasil, na categoria web tira, dada a projeção  de suas tirinhas na internet.
Estreou na edição nº 1.054 da revista Época com a publicação semanal de cartum.  

## Livros Publicados
- Vi-Venes Primeiro (2014)

## Ligações Externas
- «Vi-Venes.»
- Vara - Carta Capital
- Brasil Post